# François Houtart

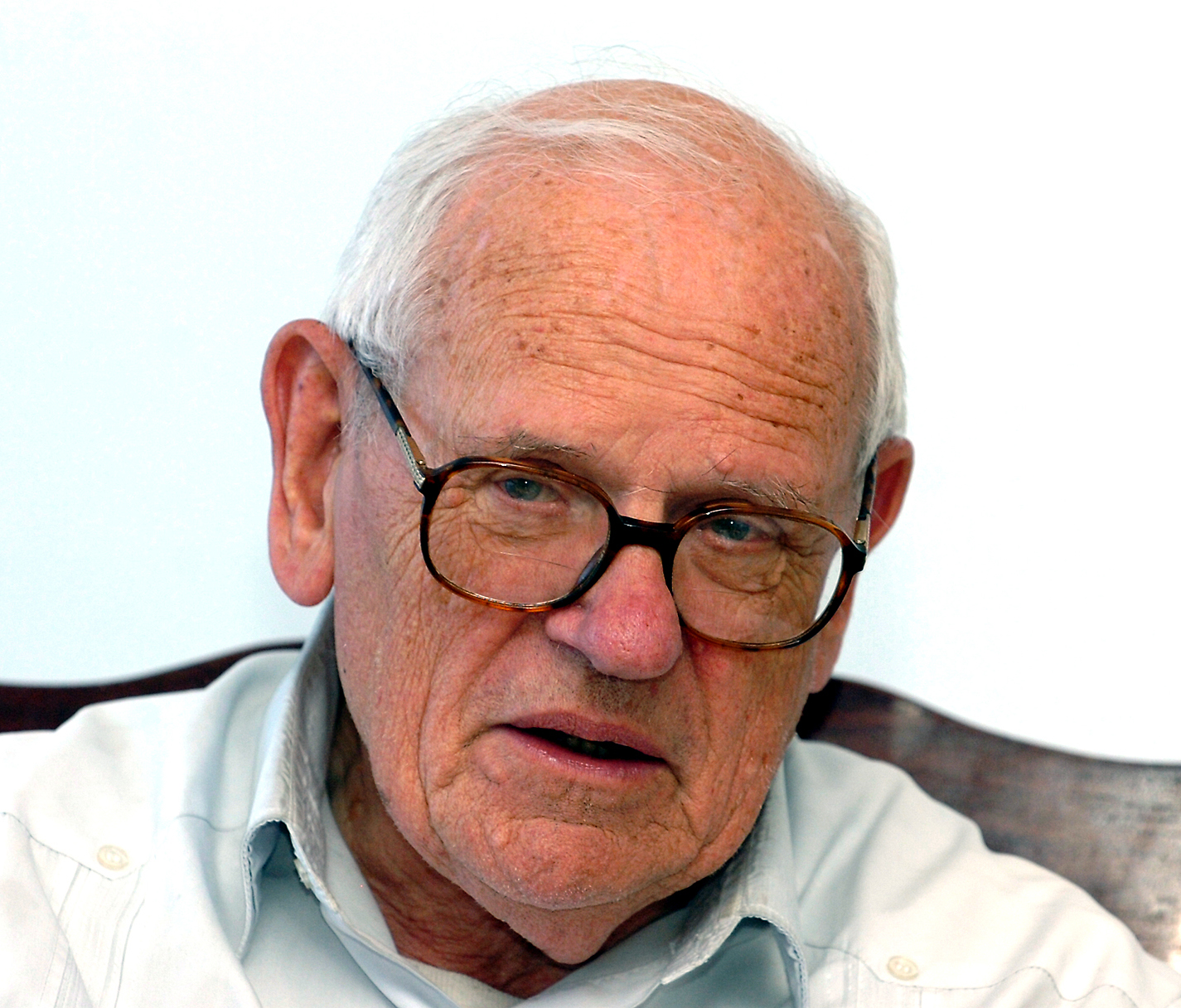
François Houtart (2007)

François Houtart (* 7. März 1925 in Brüssel; †  6. Juni 2017 in Quito) war ein belgischer Priester und Religionssoziologe der marxistischen Schule. 

## Leben
François Houtart wurde 1925 in Brüssel geboren. Er war der  Enkel von Henry Carton Graf de Wiart, einem führenden Mitglied der kirchennahen Politik und belgischer Premierminister von 1920 bis 1921. Houtart studierte am Jesuitenkolleg Saint-Jean-Berchmans in Brüssel, bevor er 1943 in das Große Seminar in Mechelen eintrat. Dort machte er 1945 seinen Abschluss in Philosophie, 1949 in Theologie und wurde im selben Jahr zum Priester geweiht. In dieser Zeit arbeitete er mit Abbé Joseph Cardijn, dem Gründer der Christlichen Arbeiterjugend (JOC), zusammen. Zwischen 1949 und 1952 war er Seelsorger in einem Dienst der JOC für jugendliche Straftäter in Brüssel. Von 1954 bis 1959 war er Sekretär der Erzdiözese Mechelen.
Parallel dazu verfolgte François Houtart eine fruchtbare akademische Laufbahn. Im Jahr 1952 schloss er sein Studium der Politik- und Sozialwissenschaften an der Katholischen Universität Löwen ab und erhielt 1953 ein Postgraduierten-Zertifikat in Soziologie an der University of Chicago. Außerdem erwarb er 1954 einen Abschluss als Stadtplaner am Institut Supérieur International d'Urbanisme Appliqué in Brüssel. Zwischen 1953 und 1954 war er Gastprofessor für Stadtsoziologie und Religionssoziologie an der Sheil School in Chicago, der Universität Montreal und der Universität Buenos Aires. Anschließend war er zwischen 1957 und 1958 Dozent und lehrte Pastoralsoziologie an der Economische Hogeschool in Tilburg. Von 1968 bis 1972 lehrte er an der Universität von Sri Lanka und von 1977 bis 1980 war er Professor an der Universität von Vietnam. Im Jahr 1966 wurde ihm die Ehrendoktorwürde der University of Notre Dame (Indiana) verliehen.
Seit den 1950er Jahren war François Houtart im Bereich der internationalen Solidarität aktiv, insbesondere in Lateinamerika. Er nahm an verschiedenen Weltsozialforen teil und Mitglied der Sriglitz-Kommission der Vereinten Nationen zur internationalen Finanz- und Währungskrise.
1954 gründete er in Brüssel das Centre de recherches socio-religieuses (CRSR), das 1964 mit dem Centre de Recherches Sociologiques (CRS) der UCL zusammengelegt wurde und innerhalb der UCL mit dem Akronym SORE identifiziert wurde. Von 1956 bis zur Schließung des Zentrums im Jahr 1989 war er dessen Vorsitzender. 1958 beteiligte er sich an der Gründung der Internationalen Föderation der Institute für sozio-religiöse Forschung (FERES), deren Generalsekretär er zwischen 1964 und 1974 wurde. Von 1956 bis 1964 war Houtart auch Sekretär der Internationalen Konferenz für Religionssoziologie, die 1949 von Jacques Leclercq in Leuven gegründet wurde.
Er war einer der Hauptinitiatoren des Weltsozialforums von Porto Alegre im Jahr 2001, dessen Ziel es war, Alternativen zu den drängenden Problemen der Welt zu entwickeln, darunter Ungleichheit und die Globalisierung der neoliberalen Wirtschaft und Politik. Im Laufe seiner jahrzehntelangen Karriere lebte er in mehreren lateinamerikanischen Ländern, in denen er die Prozesse des sozialen Wandels studierte.
Zusammen mit dem ägyptisch-französischen marxistischen Ökonomen Samir Amin gründete Houtart das Center Tricontinental und das World Forum for Alternatives, um die Entwicklung aus der Perspektive der sozialen Akteure des globalen Südens und deren Verteidigung der sozialen, politischen, kulturellen und ökologischen Rechte zu untersuchen. Er war Mitglied in diversen internationalen Kommissionen, die Friedensverhandlungen u. a. in Lateinamerika vorantrieben.
Houtart starb in Quito, Ecuador, wo er lebte und bei der Stiftung Pueblo Indio sowie an mehreren Universitäten wirkte.

## Sexueller Missbrauch
Am 28. Dezember 2010 berichtete Le Soir, dass Houtart zugegeben habe, 40 Jahre zuvor einen jungen Cousin sexuell missbraucht zu haben, während er im Haus der Eltern zu Gast war. Die Bemühungen seiner Anhänger, ihn als Kandidaten für den Friedensnobelpreis 2011 einzubringen, wurden in der Folge aufgegeben.

## Auszeichnungen
Im Jahr 2009 wurde Houtart mit dem UNESCO-Madanjeet-Singh-Preis für die Förderung von Toleranz und Gewaltlosigkeit ausgezeichnet, in Anerkennung seines „lebenslangen Engagements für den Weltfrieden, den interkulturellen Dialog, die Menschenrechte und die Förderung von Toleranz sowie in Anerkennung seiner herausragenden Bemühungen, die Sache der sozialen Gerechtigkeit in der Welt voranzutreiben“.

## Theologische und soziologische Schriften
Houtart war Theoretiker der Globalisierung, der Alternativen zum Kapitalismus und der Religion aus marxistischer Sicht. Die Rolle der Religion im revolutionären sozialen Wandel der Entwicklungsländer war sein Spezialthema. Er veröffentlichte etwa 70 Bücher, hauptsächlich über die Beziehung zwischen der katholischen Kirche und der ökonomischen Entwicklung.
- América Latina en cambio social (= Estudios sociológicos latinoamericanos, Bd. 18). Fédération internationale des instituts de recherches socio-religieuses (FERES), Freiburg im Üechtland 1961.
- La Iglesia latinoamericana en la hora del Concilio. Fédération internationale des instituts de recherches socio-religieuses (FERES), Freiburg im Üechtland 1962.
- mit Émile Pin: L’église à l’heure de l’Amérique latine. Casterman, Tournai 1965.
- Soziologie und Seelsorge. Seelsorge-Verlag, Freiburg im Breisgau 1966.
- mit Jean Remy: Milieu urbain et communauté chrétienne. Mame, Tours 1968.
- mit André Rousseau: The Church and Revolution. From the French Revolution of 1789 to the Paris riots of 1968, from Cuba to Southern Africa, from Vietnam to Latin America. Orbis Books, Maryknoll 1971.
- Religions and Ideology in Sri Lanka. Hansa, Colombo 1974.
- El campesino como actor. Ediciones Nicarao, Managua 1982.
- mit Geneviève Lemercinier: Hai Van. Life in a Vietnamese commune. Zed Books, London 1984, ISBN 0-86232-235-9.
- Religion et modes de production précapitalistes. Éditions de l’Université de Bruxelles, Brüssel 1992.
- Sociología de la Religión. Plaza y Valdés, Mexiko-Stadt 2000.
- mit Anselme Rémy: Haïti et la mondialisation de la culture. Étude des mentalités et des religions face aux réalités économiques, sociales et politiques. Éditions L’Harmattan, Paris 2000, ISBN 978-2-7384-8883-1.
- mit Samir Amin: Mondialisation des Résistances. L’État des luttes. Éditions L’Harmattan, Paris 2002, ISBN 978-2-7475-3346-1.